# Agencia de los Derechos Fundamentales de la Unión Europea

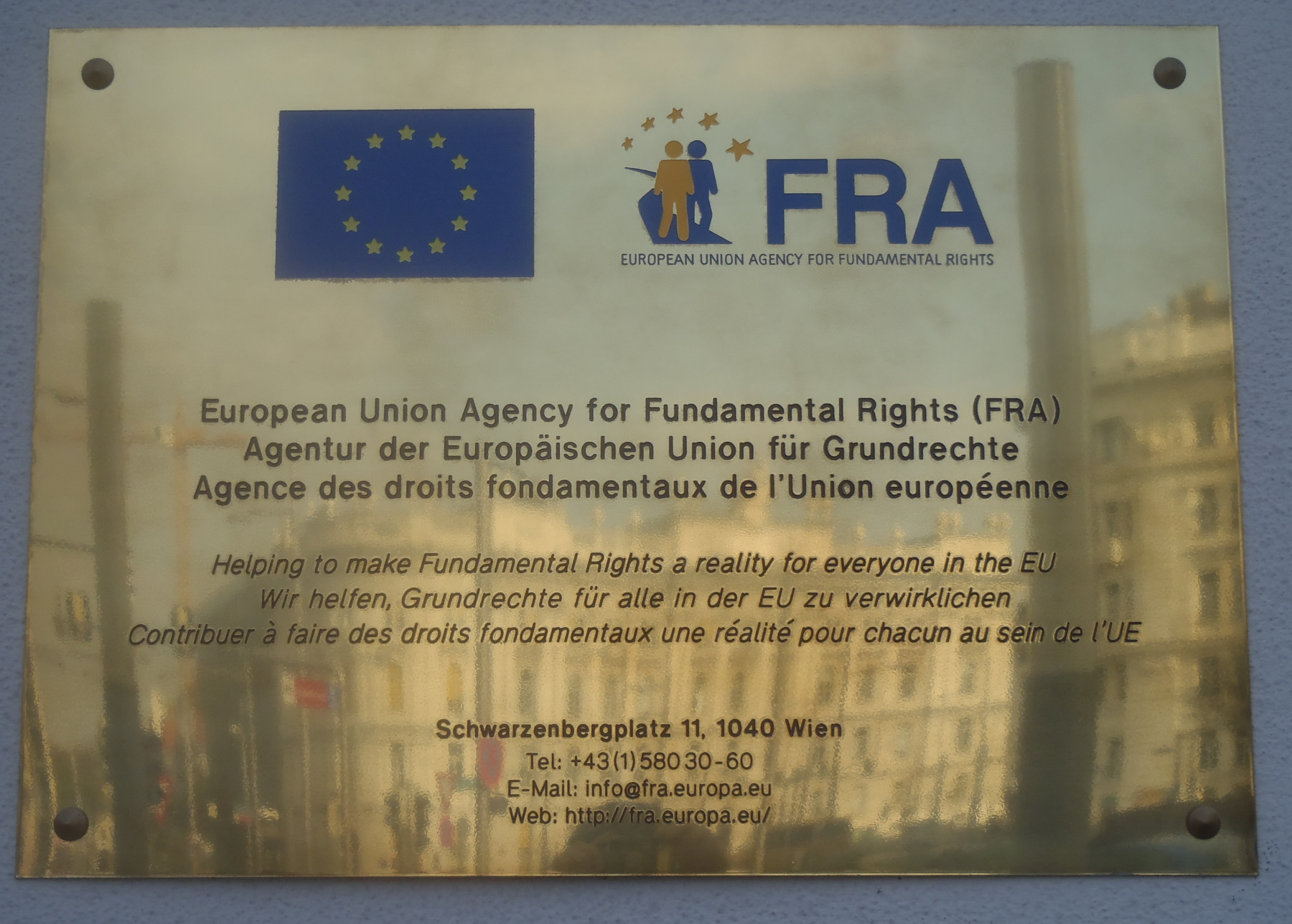
Wien, Schwarzenbergplatz: Agencia de los Derechos Fundamentales de la Unión Europea.

La Agencia de los Derechos Fundamentales de la Unión Europea es un organismo europeo responsable del análisis y protección de la aplicación de la Carta de los Derechos Fundamentales. Tiene su sede en Viena, Austria.
La Agencia de los Derechos Fundamentales (FRA) proporciona a los responsables de la toma de decisiones nacionales y de la UE asesoramiento independiente, contribuyendo así a que la creación de debates, políticas y legislación en materia de derechos fundamentales sea mejor informada y más específica.

## Funciones
Asesora a las instituciones de la UE y los gobiernos nacionales en materia de derechos fundamentales, concretamente en los siguientes aspectos:
- Discriminación
- Acceso a la justicia
- Racismo y xenofobia
- Protección de datos
- Derechos de las víctimas
- Derechos del niño
- Derechos de la mujer

La agencia tiene como objetivo ayudar a promover y proteger más eficazmente los derechos fundamentales en la UE. En su afán de conseguirlo, consulta y colabora con sus socios para:
- Recoger y analizar información y datos mediante estudios del ámbito jurídico y social.
- Proporcionar asistencia y asesoramiento independiente.
- Comunicar y concienciar sobre los derechos fundamentales.

## Estructura
La FRA se compone de la siguiente estructura:
- Director ejecutivo. A cargo de la dirección general.
- Consejo ejecutivo. Es el cual prepara las decisiones del consejo administrativo.
- Consejo administrativo. Su actividad es establecer prioridades, aprobar presupuestos y supervisar el trabajo. Cuenta con expertos independientes nombrados por cada gobierno nacional, dos representantes de la Comisión Europea y uno del Consejo Europeo.
- Comite científico. Conformado por 11 miembros que garantizan que la labor de la FRA responda a los criterios científicos más estrictos.

## Funcionamiento
La actividad de la agencia se rige por un plan estratégico que establece sus objetivos. Esto, junto con un plan marco quinquenal elaborado tras amplias consultas con el Consejo Ejecutivo y los organismos de la UE, define el trabajo de la FRA. También se elabora un programa de trabajo anual detallado.
La FRA mantiene una estrecha colaboración con sus socios a escala local, nacional y de la UE para asegurar que sus actividades sean pertinentes para las cuestiones relacionadas con los derechos fundamentales y las tendencias futuras.
La agencia mantiene amplias consultas con muy diversas partes interesadas para garantizar que sus proyectos respondan a unas carencias y necesidades concretas. Para reunir conocimiento y recursos, la FRA también coordina su investigación y comparte su experiencia con numerosas organizaciones incluidas las agencias de la UE.

## Beneficiarios
La FRA mantiene una constante colaboración con las instituciones y gobiernos de la UE y les proporciona asesoramiento empírico independiente y el análisis de los derechos fundamentales. Ha establecido redes y enlaces con sus socios a todos los niveles para que su asesoramiento e investigación estén disponibles para los responsables de la toma de decisiones tanto a escala nacional como de la UE.
La FRA mantiene una colaboración particularmente estrecha con:
- Instituciones, organismos y agencias de la UE, Gobiernos y parlamentos nacionales de los países de la UE.
- El Consejo de Europa, grupos y organizaciones que se ocupan de los derechos fundamentales y la Plataforma de los Derechos Fundamentales, organismos nacionales de derechos humanos, la ONU, la OSCE y otras organizaciones internacionales.